# Cestující

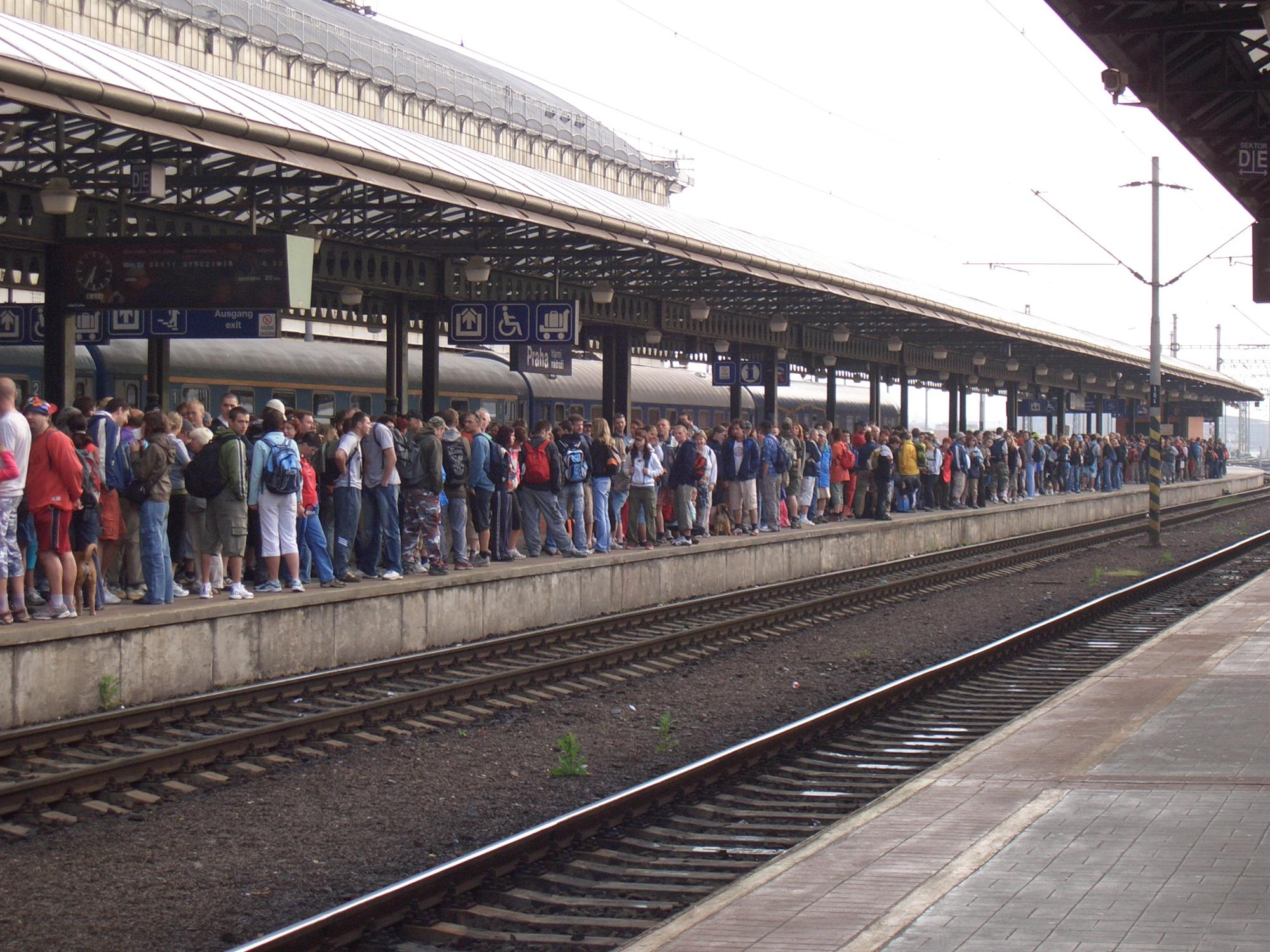
Davy cestujících při Pochodu Praha–Prčice

Cestující (pasažér) je označení fyzické osoby, která cestuje jedním nebo postupně více dopravními prostředky.
Cestující, který cestuje bez platné jízdenky, přestože se na něho vztahuje povinnost platit, se nazývá černý pasažér. Mimo platící cestující existují početné kategorie cestujících, kteří jsou od placení osvobozeni (děti, senioři, poslanci). Rozsah osvobození se v různých tarifních systémech liší.

## Právní úprava v České republice
Přeprava může probíhat v různých druzích dopravy (silniční, drážní, vodní, letecká), a to buď na základě samostatných přepravních smluv, nebo v rámci integrované dopravy. Má-li dopravce povinnost přijmout k přepravě každého zájemce, který splňuje obecné podmínky, jedná se o veřejnou dopravu. V silniční a drážní osobní dopravě platí obecně závazný přepravní řád (vyhláška č. 175/2000 Sb.), mimo to může dopravce vyhlásit další smluvní přepravní podmínky. Nastoupením do vozidla nebo vstupem do přepravního prostoru a zaplacením jízdného cestující vyjadřuje souhlas se smluvními přepravními podmínkami a uzavírá přepravní smlouvu. V závislosti na typu odbavovacího systému obvykle cestující při zaplacení jízdného dostává jízdenku a tou nebo jiným jízdním dokladem v případě kontroly nebo v případě uplatňování práv plynoucích z přepravní smlouvy prokazuje její uzavření.
V České republice je v současné době přepravní řád formulován tak, že pokud cestující zakoupí jízdenku na veřejnou silniční nebo drážní dopravu před cestou mimo dopravní prostředek, zakoupením jízdenky ještě přepravní smlouva není uzavřena. Zakoupení jízdenky je tedy samostatnou kupní smlouvou a přepravní smlouva je uzavřena teprve následným nastoupením do vozidla nebo vstupem do přepravního prostoru.
Cestující obvykle může vzít s sebou do vozidla jedno nebo více zavazadel. Jako zavazadlo se přepravuje i živé zvíře. Zavazadlo je možné přepravovat jako ruční zavazadlo (cestující je má u sebe), spoluzavazadlo (je v prostoru pro cestující a cestující je má pod dohledem) nebo jako cestovní zavazadlo (na dobu přepravy je přebírá dopravce).